# Bernardo de Balbuena
Bernardo de Balbuena (20 de novembre de 1562, Valdepeñas, Ciudad Real, Castella - 11 d'octubre de 1627, San Juan de Puerto Rico) fou un famós poeta de Castella.

## Biografia
Va néixer a Valdepeñas com a fill il·legítim d'un indià. Son pare, amb propietats a Nova Espanya, tornà a Mèxic el 1564. Balbuena romangué a Castella amb sa mare i el 1584 demanà llicència per viatjar a Mèxic, on arribà amb 22 anys, hi viu amb son pare i s'ordena sacerdot.
Aquesta llarga separació de son pare es transparenta en el tema de l'orfenesa, principal fil narratiu de la llegenda de Bernardo del Carpio, que anys més tard narrà en el seu gran poema èpic El Bernardo del Carpio o Victòria de Roncesvalles. El 1585 guanya un concurs poètic i s'instal·la a Guadalajara, torna a guanyar un altre concurs el 1590 i dos anys més tard és nomenat capellà de l'Audiència Reial de Guadalajara, on comença el seu gran poema El Bernardo, que acabà deu anys després. Balbuena viu força temps al regne de Nova Galícia (corresponent als estats mexicans de Jalisco i Nayarit), i viu en un petit i aïllat poble proper a Compostel·la, San Pedro Lagunillas.
Balbuena portava de Castella un bon bagatge cultural i, com diu José Rojas Garcidueñas, havia preparat amb molta antelació i cura la seva carrera eclesiàstica. El 1593 escriu la Grandesa mexicana, un llarg poema en tercets encadenats en elogi de la capital del virregnat. El llibre apareix el 1604 dedicat a Isabel de Tobar y Guzmán, de qui el poeta estava enamorat. Però Balbuena té unes altres ambicions i viatja el 1606 a Madrid per no tornar mai més a Mèxic, tot i que sempre tingué records de la terra on passà llargs anys.
Així doncs, tot i que viu breument a Madrid i es doctora en teologia per la Universitat Menor de Sigüenza el 1607, publica un any més tard la seva novel·la pastoral Segle d'Or a les Selves d'Erífile, en la figura d'un petit elogi de Mèxic, i que surt en dues emissions, una amb un pròleg del dramaturg Antonio Mira de Amescua, també bastard, com Balbuena, que, a més d'elogiar l'obra, aprofita per fer una profunda anàlisi del gènere.
El 1608 aconsegueix que el nomenin abat de Jamaica, on arriba el 1610. Tanmateix, el seu intent de convertir Jamaica en bisbat fracassa, però el 1623 arriba a altes jerarquies i és nomenat bisbe de Puerto Rico, torna a l'illa el 1626 i n'escriu un informe, on entre altres coses s'escandalitza pel grau de consanguinitat que hi troba, abans ha estat durant dos anys provincial de Santo Domingo. El Bernardo, que intentà publicar a Espanya amb anterioritat, apareix finalment a Madrid el 1624.
Una incursió del pirata holandès Balduino Enrico destrueix la seva casa i biblioteca a la capital de l'illa San Juan, i es perden la gran majoria de les seves obres, per exemple, L'altesa de Laura i un altre poema èpic, El diví Cristiados. Balbuena mor a San Juan el 1627, el mateix any que Luis de Góngora. La seva idea de la poesia es coneix a través de la Introducció al Bernardo i el Compendi apologètic en lloança de la poesia, un erudit tractat de poètica que sosté una concepció gairebé parnasiana de la bellesa formal.